# Sideroxylon galeatum
Sideroxylon galeatum är en tvåhjärtbladig växtart som först beskrevs av Arthur William Hill, och fick sitt nu gällande namn av Charles Baehni. Sideroxylon galeatum ingår i släktet Sideroxylon och familjen Sapotaceae.
Artens utbredningsområde är Rodrigues. Inga underarter finns listade i Catalogue of Life.